# Suzuka Nakamoto
Suzuka Nakamoto (中元すず香 Nakamoto Suzuka?); (Hiroshima, 20 de diciembre de 1997) es una modelo, actriz, bailarina y cantante japonesa, vocalista de la banda Babymetal. Está representada por la agencia de talentos Amuse, Inc. 

## Biografía
En 2002, ganó el primer premio en el concurso de belleza de Bandai Jeweldrop. En 2006, consiguió el primer premio en la cuarta audición para la beca ALPARK y entró en la Escuela de Actores de Hiroshima. En 2007, ganó el segundo premio en la segunda edición del concurso Star Kids Audition, que organiza anualmente Amuse. Fue a partir de ahí que Suzuka comenzó su carrera musical: en 2008, se unió al grupo KarenGirl's hasta su separación en 2009; ese mismo año, comenzó a participar en musicales; en 2010 se unió al grupo idol Sakura Gakuin, un grupo idol creado por su agencia. Las miembros del grupo también forman los denominados clubes o grupos más pequeños, cada uno de los cuales publican sus propias canciones como una unidad. Suzuka se convirtió en un miembro del club de música pesada, que dio a conocer canciones bajo el nombre Babymetal. Este grupo incluía a las miembros de Sakura Gakuin, Yui Mizuno, hasta su salida de la banda en el 19 de octubre de 2018, y Moa Kikuchi.
En la primavera de 2013, Suzuka Nakamoto se graduó de la escuela secundaria y por lo tanto tuvo que "graduarse" del grupo Sakura Gakuin (Sakura Gakuin, emplea un sistema de cambio de alineación en la que las miembros más antiguas dejan el grupo y nuevas miembros se unen cada año. Dado que el tema del grupo es la de una escuela secundaria elemental de menores, cuando un miembro se gradúa de la secundaria, esta sale de Sakura Gakuin). Su concierto de graduación se llevó a cabo el 31 de marzo en el Foro Internacional de Tokio.
Suzuka actualmente está en Babymetal bajo el nombre de Su-metal. El álbum homónimo debut de Babymetal fue lanzado el 26 de febrero de 2014. Su segundo álbum, Metal Resistance, se publicó el 1 de abril de 2016 en todo el mundo.El tercer álbum, Metal Galaxy, se publicó el 11 de Octubre de 2019.Y su cuarto álbum The Other One se publicó el 24 de marzo de 2023.
Babymetal también ha colaborado con los guitarristas de Dragonforce, Herman Li y Sam Totman en 2015 presentándose por sorpresa en Download Festival y a su vez colaborando para la canción Road of Resistance que posteriormente se añadió al segundo álbum Metal Resistance.
En el 2016 colaboraron con Rob Halford en los Alternative Press Music Awards.
También colaboró con F. HERO un rapero tailandés en el 2019 en la canción PA PA YA!! del álbum Metal Galaxy.
En el 2020 colaboró con Bring Me the Horizon para la canción Kingslayer, siendo el 31 de octubre de 2023 su presentación oficial con la banda en el Festival NEX FEST JAPAN en la ciudad de Tokio.
El 30 de junio de 2023 colaboró con el rapero Lil Uzi Vert en la canción THE END.
El 14 de marzo de 2024 colaboró con F.HERO y Bodyslam en la canción LEAVE IT ALL BEHIND.

## Vida personal
Suzuka tiene dos hermanas mayores, una de ellas, Himeka Nakamoto (también conocida como Himetan) forma parte del grupo idol Nogizaka46. Ambas estudiaron en la Escuela de Actores de Hiroshima y cantaron juntas en un dúo conocido como Tween.
El padre de Suzuka, Hiroaki Nakamoto es un ex bajista y vocalista punk de una banda de rock de los 90s llamada "Hooligans".

## Musicales
- Boukensha-tachi Saien (2010)
- Boukensha-tachi (2009)

## Discografía con Karen Girl's
- Fly To The Future (2009)

## Discografía con Sakura Gakuin
- Sakura Gakuin 2010 Nendo: Message (2011)
- Sakura Gakuin 2011 Nendo: Friends (2012)
- Sakura Gakuin 2012 Nendo: My Generation (2013)

## Discografía con BABYMETAL

### Álbumes de estudio
| №                                        | Título                                                    | Fecha de lanzamiento | Oricon Weekly Single Chart |
| Sencillos indies                         | Sencillos indies                                          | Sencillos indies     | Sencillos indies           |
| ---------------------------------------- | --------------------------------------------------------- | -------------------- | -------------------------- |
| 1                                        | «BABYMETAL × Kiba of Akiba» (BABYMETAL × キバオブアキバ?) | 7 de marzo de 2012   | 46                         |
| 2                                        | «Headbangeeeeerrrrr!!!!!» (ヘドバンギャー!!?)             | 4 de julio de 2012   | 20                         |
| Sencillos en un sello discográfico mayor |                                                           |                      |                            |
| 1                                        | «Ijime, Dame, Zettai» (イジメ、ダメ、ゼッタイ?)           | 9 de enero de 2013   | 6                          |
| 2                                        | «Megitsune» (メギツネ?)                                   | 19 de junio de 2013  | 7                          |

### Álbumes
| № | Título           | Fecha de lanzamiento  | Oricon Weekly Álbum Chart |
| - | ---------------- | --------------------- | ------------------------- |
| 1 | Babymetal        | 26 de febrero de 2014 | 4                         |
| 2 | Metal Resistance | 29 de marzo de 2016   | 2                         |
| 3 | Metal Galaxy     | 11 de octubre de 2019 | 3                         |
| 4 | The Other One    | 24 de marzo de 2023   |                           |

### Sencillos en DVD
- «BABYMETAL × Kiba of Akiba» (ド・キ・ド・キ☆モーニング?) (22 de octubre de 2011, Juonbu Records (Toy's Factory))

## Colaboraciones
- BABYMETAL × Kiba of Akiba
- Road of Resistance (con Herman Li y Sam Totman de DragonForce)
- Gimme Chocolate!! (con Skrillex)
- BABYMETAL × Rob Halford
- Brand New Day (con Tim Henson y Scott LePage de Polyphia)
- PA PA YA!! (con F.HERO)
- Kingslayer (con Bring Me the Horizon)
- THE END (con Lil Uzi Vert)
- METALI!! (con Tom Morello)
- LEAVE IT ALL BEHIND (con F.HERO y Bodyslam)
- RATATATA (con Electric Callboy)
- from me to u (con Poppy)